# Ростовское-на-Дону градоначальство
Ростовское-на-Дону градоначальство — административно-территориальная единица в составе области Войска Донского Российской империи, образованная в 1904 году.

## Градоначальники
- 08.04.1904—21.12.1905 — генерал-майор (с 17.04.1905 — генерал-лейтенант) граф Фёдор Карлович Коцебу-Пилар фон Пильхау
- 31.12.1905—09.01.1907 — генерал-майор Даниил Васильевич Драчевский
- 26.01.1907—16.11.1914 — генерал-майор (с 16.11.1914 — генерал-лейтенант) Иван Николаевич Зворыкин
- 16.11.1914—14.02.1916 — генерал-майор Евгений Константинович Климович
- 08.07.1915—20.02.1916  — исполняющий должность градоначальника, полковник Загряжский, Александр Георгиевич
- 20.02.1916—04.08.1916 — генерал-майор Михаил Степанович Комиссаров
- 15.08.1916—01.05.1917 — генерал-майор Пётр Петрович Мейер
- 30.04.1918—28.10.1919 — генерал-лейтенант Павел Тимофеевич Семёнов